# Paulo Cezar Costa
Paulo Cezar Costa   (Valença, 20 de juliol de 1967) és un prelat brasiler de l'Església Catòlica que és arquebisbe metropolità de Brasília des de desembre de 2020. És bisbe des de 2010 i va exercir com a bisbe de São Carlos de 2016 a 2020.
El 27 d'agost de 2022 el papa Francesc va nomenar a Costa cardenal.

## Biografia
Paulo Cezar Costa va néixer el 20 de juliol de 1967 a Valença, estat de Rio de Janeiro. Va completar els seus estudis de filosofia al Seminari Nossa Senhora do Amor Divino de Petrópolis i els estudis de teologia a l'Institut Superior de Teologia de l'arxidiòcesi de Rio de Janeiro. Després va estudiar a la Pontifícia Universitat Gregoriana de Roma del 1996 al 2001, obtenint la llicenciatura i el doctorat en teologia dogmàtica. Va ser ordenat sacerdot de la diòcesi de Valença el 5 de desembre de 1992.
Va treballar com a vicari parroquial a Paraíba do Sul l'any 1993; pastor de la Parròquia de São Sebastião dos Ferreiros a Vassouras de 1994 a 1996; rector de la Parròquia de Santa Rosa de Lima de Valença del 2001 al 2006; director i professor del Departament de Teologia de la Pontifícia Universitat Catòlica de Rio de Janeiro (PUC-Rio) del 2007 al 2010; i rector del Seminari Interdiocesà Paulo VI i director de l'Institut Paulo VI de Filosofia i Teologia de Nova Iguaçu del 2006 al 2010.
El 24 de novembre de 2010, el papa Benet XVI el va nomenar bisbe titular d'Oescus i bisbe auxiliar de l'arxidiòcesi de Rio de Janeiro. Va rebre la seva consagració episcopal el 5 de febrer de 2011. Va ser nomenat membre de la Comissió per a la Doctrina de la Fe de la Conferència Episcopal Brasilera el juny d'aquell any. Va ser vicari general de l'arxidiòcesi i va dirigir el Vicariat Suburban mentre ocupava diversos càrrecs administratius; va ser membre del Consell Universitari de la PUC-Rio i de la Fundação Mantenedora Padre Anchieta; i va ensenyar al Seminari Arxidiocesà i PUC-Rio.
El 22 de juny de 2016, el Papa Francesc va nomenar Costa bisbe de São Carlos. Va ser instal·lat allà el 6 d'agost. Va ser nomenat membre de la Comissió Pontifícia per a Amèrica Llatina el 20 d'abril de 2020 i del Consell Pontifici per a la Promoció de la Unitat dels Cristians el 4 de juliol de 2020.
El 21 d'octubre de 2020, el papa Francesc el va nomenar arquebisbe metropolità de Brasília. Va ser instal·lat el 12 de desembre.
Dins de la Conferència Episcopal Brasilera és membre del Consell Permanent i de la Comissió Episcopal de Cultura i Educació. El novembre de 2019 va ser elegit membre de la junta de bisbes consultors que guien la tasca del CELAM.
El 27 d'agost de 2022, el papa Francesc el va nomenar cardenal prevere, assignant-li el títol de Santi Bonifacio ed Alessio.